# Enrico Maria Salerno
Pour les articles homonymes, voir Salerno (homonymie).
Enrico Maria Salerno, né le 18 septembre 1926 à Milan et mort le 28 février 1994 à Rome, est un acteur de théâtre et de cinéma italien.
Figure parmi les plus représentatives du monde du spectacle italien de la seconde moitié du XXe siècle, il a joué dans 102 pièces de théâtre, tourné 92 films en tant qu'interprète, 3 en tant que réalisateur, d'innombrables téléfilms, des centaines d'heures d'émissions télévisées et radiophoniques. Salerno a joué dans des pièces de Luigi Pirandello, Vittorio Alfieri, Anton Tchekhov, Plaute, Fiodor Dostoïevski, Arthur Miller, Jean Anouilh, William Shakespeare, Edward Albee ou Jean Giraudoux et de nombreux autres dramaturges. Au cinéma, il a été dirigé par Roberto Rossellini, Florestano Vancini, Dino Risi, Mario Monicelli ou Dario Argento. Il a fait ses débuts de réalisateur avec un film au succès populaire, Adieu à Venise (1970). Il a également été la voix de Clint Eastwood dans la version italienne de la trilogie du dollar (1964-1966) de Sergio Leone, et la voix du Christ dans L'Évangile selon saint Matthieu (1964) de Pier Paolo Pasolini.

## Biographie
Enrico Maria Salerno naît à Milan le 18 septembre 1926, deuxième fils des quatre enfants d'Antonino Salerno, avocat originaire d'Erice (province de Trapani), et de Milka Storff, violoniste yougoslave. Comme lui, tous ses frères poursuivent des carrières artistiques : Titta est peintre et critique d'art, Ferdinando est auteur-compositeur-interprète et Vittorio est cinéaste. À seulement dix-sept ans, après l'armistice du 8 septembre 1943, il rejoint la République sociale italienne, s'engage comme officier dans la Garde nationale républicaine et est affecté à l'école de l'AA.UU. Varese. À la Libération, il est emprisonné, avec d'autres personnages devenus célèbres par la suite dans divers domaines (les acteurs Raimondo Vianello et Walter Chiari, le journaliste Enrico Ameri et l'homme politique Mirko Tremaglia), dans le camp de prisonniers de guerre de Coltano (it), près de Pise.

### Au théâtre

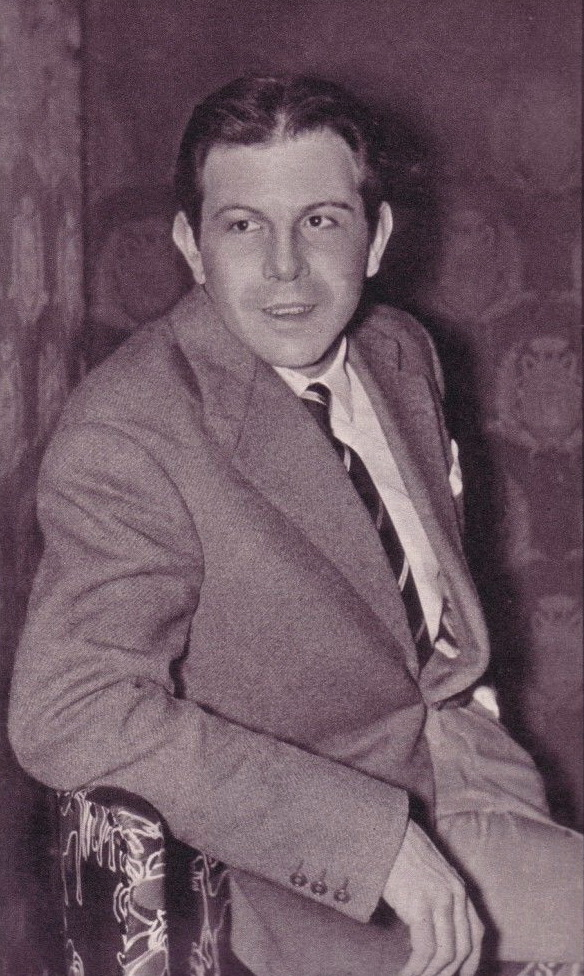
Enrico Maria Salerno en 1956.

Il débute très jeune au théâtre, s'essayant également à l'opérette. Il est engagé dans l'immédiat après-guerre par la famille Rame et aborde pour la première fois un texte de Shakespeare : Roméo et Juliette (Salerno dans le rôle de Roméo, Franca Rame, à peine adolescente, dans celui de Juliette). Après d'autres expériences mineures, il rejoint en 1949 la troupe de Laura Adani et Sergio Tofano et, en 1950, il est engagé par Giorgio Strehler dans La Mort de Danton. Après une brève mais fructueuse collaboration avec le Piccolo Teatro di Milano, il est dirigé par Orazio Costa (it) dans quelques pièces classiques et joue dans diverses troupes aux côtés d'acteurs tels que Luigi Cimara et Memo Benassi, jusqu'à ce qu'il s'impose comme l'un des principaux acteurs de la nouvelle génération avec sa prestation dans Les Frères Karamazov (1953). De 1955 à 1958, il est premier acteur au Teatro Stabile di Genova, mettant en scène avec succès (parfois aussi en tant que metteur en scène) des œuvres de Shakespeare, Alfieri, Tchekhov, Plaute, Dostoïevski, Pirandello et Giraudoux : interprète dramatique apprécié, doté d'une voix chaude et envoûtante, il devient rapidement un grand acteur de théâtre très connu.
En 1960, il fonde avec Ivo Garrani et Giancarlo Sbragia la Compagnia degli Attori Associati, une troupe qui met en scène des pièces engagées et socialement critiques, comme Sacco e Vanzetti de Mino Roli et Luciano Vincenzoni. En 1963, il incarne un mari victime d'un vicieux ménage conjugal dans une transposition réussie de la pièce Qui a peur de Virginia Woolf ? d'Edward Albee, mise en scène par Franco Zeffirelli. En 1966, au Teatro dell'Opera di Roma, il joue dans Manfred de Byron, dans le rôle de l'acteur jouant sur la partition musicale de Schumann, sous la direction de Claudio Abbado, dans une mise en scène de Mauro Bolognini. En 1967, Garinei et Giovannini lui confient le rôle principal de la comédie musicale Viola, violino e viola d'amore, avec pour compagnes les jumelles Kessler : avec l'une d'entre elles, Alice, il a également une relation amoureuse.

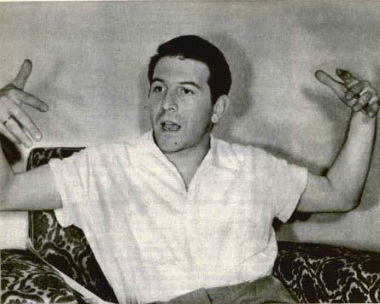
En 1959.

En 1974, il joue avec Paolo Stoppa et Rina Morelli dans Le rose del lago de Franco Brusati. En 1976, il fait équipe avec Giovanna Ralli dans une comédie de Bernard Slade, Même heure, l'année prochaine. En novembre 1979, il propose à Veronica Lario de venir sur les planches à ses côtés dans le rôle principal féminin de la pièce Le Cocu magnifique de Fernand Crommelynck : Veronica a 23 ans et joue le rôle de Stella, l'épouse d'un homme pathologiquement jaloux qui, à un moment donné, la force à montrer ses seins nus à un autre homme (l'acteur Gerardo Amato (it), le frère de Michele Placido).
Au cours des saisons 1980-1981 et 1981-1982, il est le metteur en scène et l'acteur principal de Io, l'erede et de Questi fantasmi! d'Eduardo De Filippo. En 1985, il joue Othello ou le Maure de Venise de Shakespeare sous la direction de Giancarlo Sbragia. En 1991, il reprend sa collaboration avec Franco Zeffirelli pour la mise en scène de Six Personnages en quête d'auteur de Luigi Pirandello, où il est l'interprète du personnage du père. Son dernier spectacle a été présenté au teatro Pergolesi de Jesi en janvier 1993 : il était le protagoniste de la pièce Mort d'un commis voyageur d'Arthur Miller, une production pour laquelle Salerno a également assuré la mise en scène. Après sa mort, un prestigieux prix de soutien à la dramaturgie contemporaine a été baptisé à la mémoire de l'acteur.

### Au cinéma

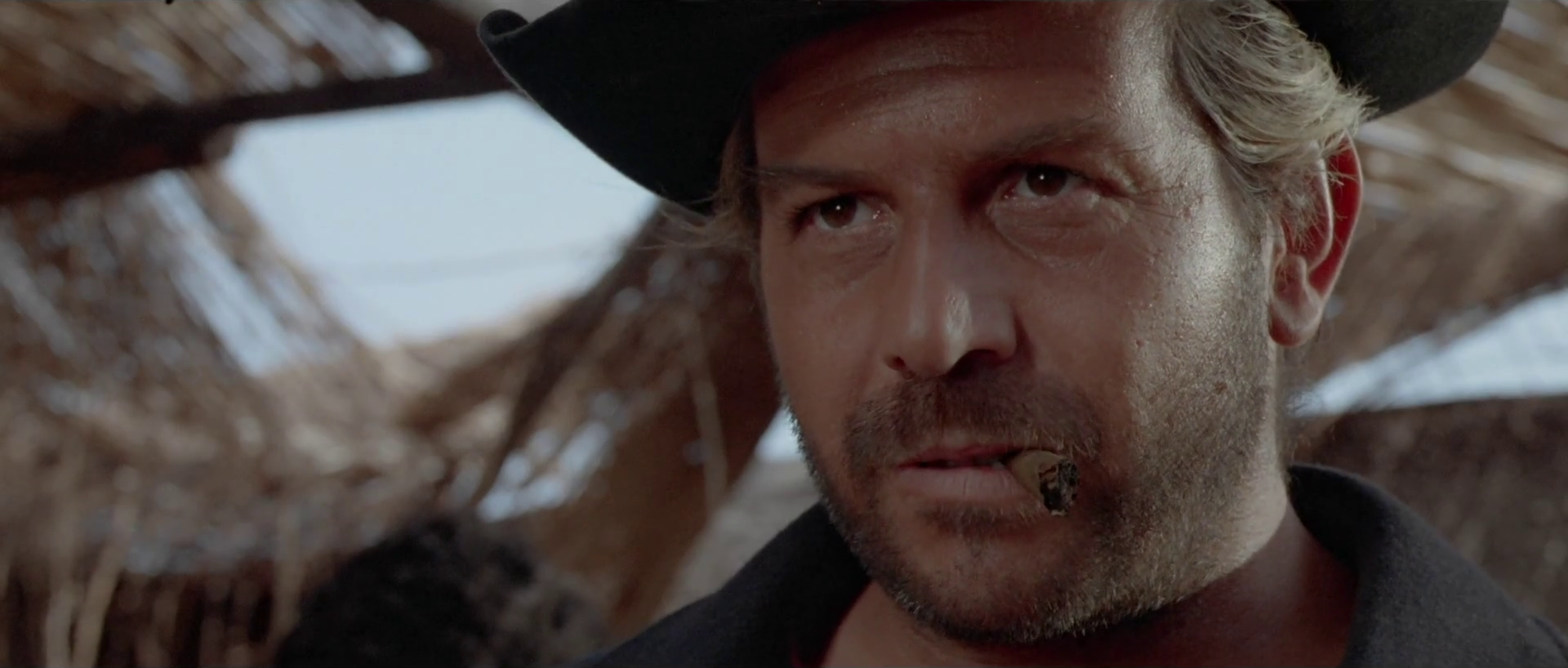
Dans Bandidos (1967).

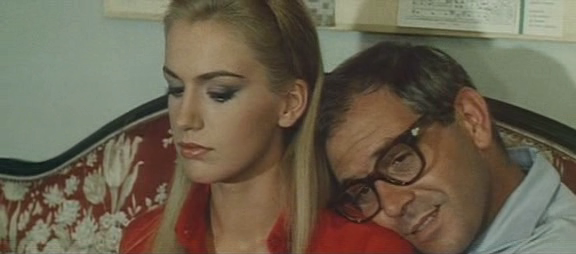
Avec Catherine Spaak dans La moglie bambina (1964).

Au cinéma, il débute dans des petits rôles, attirant l'attention de la critique avec le rôle du père hiérarque fasciste de Jean-Louis Trintignant dans Été violent (1959) de Valerio Zurlini, et surtout avec celui d'un pharmacien invalidé par la syphilis dans La Longue Nuit de 43 (1960), premier film réalisé par Florestano Vancini : Il alterne ensuite les rôles principaux (L'Odyssée nue, 1961, et Smog, 1962, tous deux de Franco Rossi ; Play-Boy Party, 1965, de Dino Risi ; Les Saisons de notre amour, 1966, et Les Maffiosi, 1972, tous deux de Vancini ; L'estate, 1966, de Paolo Spinola ; Un prete scomodo (it), 1975, de Pino Tosini) à des participations et des rôles secondaires (La Beauté d'Hippolyte, 1962, de Giancarlo Zagni, Le Procès des doges, 1963, de Duccio Tessari, Je la connaissais bien, 1965, d'Antonio Pietrangeli ; L'Armée Brancaleone, 1966, de Mario Monicelli ; Les Conspirateurs, 1969, de Luigi Magni, Mes amours, 1978, de Steno), révélant une application à maîtriser de ses personnages. Dans les années 1970, il interprète de nombreux rôles de commissaires de police, à commencer par L'Oiseau au plumage de cristal (1970) de Dario Argento, puis entre de plain-pied dans le genre poliziottesco avec l'incontournable Société anonyme anti-crime (1972) de Stefano Vanzina (plus connu sous le nom de Steno). Acteur polyvalent, il est passé de la comédie au drame sentimental, du cinéma politique aux films de genre.
En tant que réalisateur, il a connu un grand succès avec son premier film, Adieu à Venise (1970), une histoire poignante d'amour et de mort écrite avec Giuseppe Berto et accompagnée d'une bande originale composée par Stelvio Cipriani. Ce film a été suivi par Chers Parents (1973) et Eutanasia di un amore (1978), d'après le roman éponyme de Giorgio Saviane, qui a également collaboré à l'écriture du scénario. Les films de Salerno ont en commun le thème mélodramatique du détachement de l'affection et de la famille, avec une critique sous-jacente des coutumes et des contraintes de la société moderne.
Salerno était également un acteur de doublage à succès : sa voix au timbre chaud, modulée par le studio et le tabac français fort qu'il utilisait abondamment a doublé, entre autres, Clint Eastwood dans Trilogie du dollar de Sergio Leone, le Christ dans L'Évangile selon saint Matthieu de Pier Paolo Pasolini et Le Messie de Roberto Rossellini, Farley Granger dans Senso (1954) de Luchino Visconti, Laurence Olivier dans Le Roi Lear de la BBC. Il fut aussi Hamlet, adoubé par le « roi des acteurs soviétiques », comme on l'appelait dans son pays : Innokenti Smoktounovski. Le film de 1963, Hamlet, réalisé par Grigori Kozintsev, avait une traduction russe de Boris Pasternak et une bande originale composée par Dmitri Chostakovitch. On reconnaît également le timbre clair et inimitable de Salerno dans la voix hors-champ de nombreux documentaires et films d'auteurs : Guerre et Paix (1956) de King Vidor, Tom Jones (1963) de Tony Richardson, Un thé au Sahara de Bernardo Bertolucci. Il a également prêté sa voix à l'écrivain Georges Simenon lors d'une interview accordée à la télévision italienne, depuis la maison suisse du romancier, diffusée en 1963.

### À la télévision

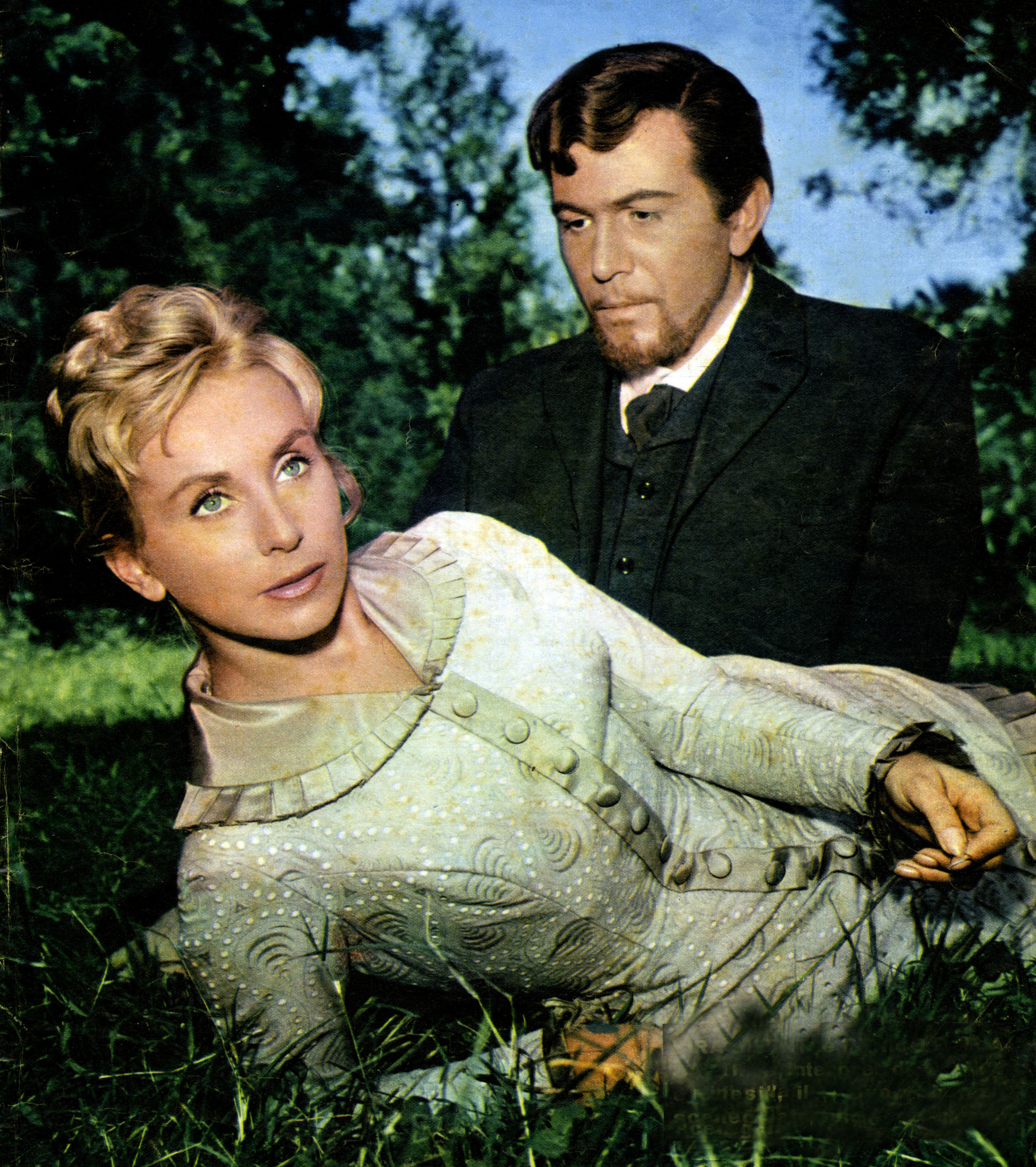
Avec Vira Silenti dans le feuilleton de la Rai Umiliati e offesi (1958).

Son activité télévisuelle est également très prolifique, et ce dès le plus jeune âge : dès 1954, Salerno participe à quelques adaptations de pièces de théâtre (dont Il piacere dell'onestà de Pirandello). En quelques années, il devient un protagoniste de feuilletons à succès (Orgoglio e pregiudizio, Umiliati e offesi, Mastro Don Gesualdo) et d'adaptations de grands classiques du théâtre (Roméo et Juliette, Les Trois Sœurs, Macbeth, Antoine et Cléopâtre). Au sommet de sa gloire, il participe en 1959 à un téléfilm original qui fera date, I figli di Medea (it) : l'histoire improbable de son enlèvement de son propre fils qu'il aurait eu avec Alida Valli. Le programme télévisé original est devenu un événement médiatique sensationnel, car de nombreux téléspectateurs, sans savoir qu'il s'agissait d'une fiction, ont perçu l'événement comme réel.
Il connaît ensuite une grande popularité en 1968-1969 en tant que protagoniste de la série télévisée La famiglia Benvenuti (it) : ses compagnons sont Valeria Valeri, Gina Sammarco et le jeune Giusva Fioravanti, qui fondera quelques années plus tard le groupe terroriste néo-fasciste Noyaux armés révolutionnaires. La série, considérée comme le précurseur de la fiction moderne, est le premier scénario écrit spécifiquement pour la télévision, centré sur les événements d'une famille italienne ordinaire de la classe moyenne. En 1970, il présente le festival de Sanremo avec Nuccio Costa et Ira von Fürstenberg et, en 1978, il se voit confier l'animation de l'émission Ieri e oggi.
En 1983, il joue dans Legati da tenera amicizia d'Alfredo Giannetti. En 1988, il fait une lecture publique de la Divine Comédie de Dante Alighieri (le Paradis) pour la Rai, en alternance avec Giorgio Albertazzi (l'Enfer) et Giancarlo Sbragia (le Purgatoire) : à ce jour, il s'agit de la première et unique lecture intégrale du grand poème à avoir été diffusée à la télévision italienne. La lecture par les trois célèbres acteurs a été précédée d'un commentaire introductif de l'éminent spécialiste de Dante, Giorgio Petrocchi. En 1990, il interprète Don Orione dans le film Qualcosa di Don Orione, sur un scénario d'Ermanno Olmi. En 1991, il travaille à nouveau avec Alfredo Giannetti dans le feuilleton Doris una diva del regime, sur l'histoire de Doris Duranti, une diva de l'ère fasciste.
Il participe également aux sketches de l'émission publicitaire télévisée Carosello : de 1965 à 1966, avec Giulio Platone, il fait la publicité de l'essence et de l'huile lubrifiante Total ; en 1969, avec Ciccio Barbi, il fait la pub de Pura Lana Vergine pour le Secrétariat international de la laine et, en 1970, à nouveau de Pura Lana Vergine, avec Lia Tanzi ; de 1974 à 1976, les cuisines modulables Salvarani.

### Mort
Salerno meurt le 28 février 1994 au centre hospitalier universitaire Agostino Gemelli de Rome, où il était hospitalisé depuis un mois pour un cancer du poumon, à l'âge de 67 ans. Il repose aujourd'hui dans le cimetière municipal de Castelnuovo di Porto (Ville métropolitaine de Rome Capitale), où il a vécu de nombreuses années de sa vie.

## Vie privée
Enrico Maria avait trois frères : Giovanbattista, dit Titta (artiste et professeur d'art), Ferdinando (compositeur de musique) et Vittorio (réalisateur). Il s'est marié deux fois. La première fois avec Fioretta Pierella, avec qui il a eu quatre enfants : Giambattista, Eduardo, Petruccio et Nicola. Le second avec l'actrice Laura Andreini, avec laquelle il a vécu les douze dernières années de sa vie.
En dehors du mariage, il a eu une relation avec l'actrice et doubleuse Valeria Valeri : il a eu une fille d'elle (qu'il a reconnue et à laquelle il a donné son nom de famille), Chiara (it), qui est également devenue actrice et doubleuse. À la fin des années 1970, il a également eu une relation avec l'actrice Veronica Lario, avec laquelle il a joué dans la pièce Le Cocu magnifique, et qui deviendra plus tard la seconde épouse de Silvio Berlusconi. Enrico Maria Salerno était agnostique.

## La critique
« Salerno è stato uno degli attori più popolari del teatro italiano, molto amato dal pubblico soprattutto per una capacità di comunicazione semplice e diretta, per un rapporto lineare e privo di ambiguità coi suoi personaggi, per una pratica dell'identificazione coi suoi ruoli che andava al di là della tecnica e delle convenzioni, toccando naturalmente quella zona difficile ma essenziale del mestiere dell'attore in cui il lavoro teatro confina con la psicologia del profondo, con l'indistinzione fra il sé e l'altro... Ma al di là degli aspetti esteriori di una carriera fra le più cospicue del teatro italiano del dopoguerra, al di là di un grande, indubitabile talento, nella memoria degli spettatori resterà il coraggio e la lucidità di un attore straordinariamente capace di scavare in se stesso, di esporsi, di rischiare se stesso sul palcoscenico »
— Ugo Volli (it), sémiologue et philosophe.
        
« Salerno fut l'un des acteurs les plus populaires du théâtre italien, très aimé du public surtout pour sa capacité à communiquer simplement et directement, pour un rapport linéaire et sans ambiguïté avec ses personnages, pour une pratique d'identification à ses rôles qui allait au-delà de la technique et des conventions, touchant naturellement à ce domaine difficile mais essentiel de la profession d'acteur où le travail du théâtre confine à la psychologie des profondeurs, à l'indistinction entre le moi et l'autre...". Mais au-delà des aspects extérieurs d'une des carrières les plus remarquables du théâtre italien de l'après-guerre, au-delà d'un grand talent incontestable, resteront dans la mémoire du public le courage et la lucidité d'un acteur extraordinairement capable de se creuser, de s'exposer, de se risquer sur scène »
« Salerno era un attore sommo che il teatro aveva prestato troppo spesso al cinema e alla tv in virtù della sua fotogenia e della sua versatile bravura, all'origine dell'enorme varietà dei ruoli propostigli... Ma la vera misura di sé Salerno la diede sul teatro, dove solo una certa discontinuità delle sue apparizioni gli impedì di essere acclamato ufficialmente come il massimo attore della sua generazione »
— Masolino D'Amico.
        
« Salerno était un acteur suprême que le théâtre avait trop souvent prêté au cinéma et à la télévision en vertu de sa bravoure photogénique et polyvalente, à l'origine de l'énorme variété des rôles qui lui étaient proposés... Mais la véritable mesure de lui-même, Salerno l'a donnée sur le théâtre, où seule une certaine discontinuité de ses apparitions l'a empêché d'être officiellement plébiscité comme le plus grand acteur de sa génération »
« I personaggi che gli si affidavano parevano acquistare sempre un altro spessore rispetto all'intuizione iniziale. E ciò accadeva perché Salerno non era l'attore che adattava il personaggio a se stesso rendendosi così sempre riconoscibile, se non prevedibile. La sua straordinaria duttilità gli ha permesso di interpretare fra teatro, cinema e televisione una gamma infinita di personaggi assolutamente diversi l'uno dall'altro. A molti attori, anche grandi, è accaduto di crearsi una specie di modello o cliché e di prestarlo di volta in volta ai vari personaggi interpretati. Credo che Salerno in tutta la sua carriera non abbia mai ripetuto un gesto, un vezzo già utilizzato. »
— Florestano Vancini, un réalisateur qui a dirigé l'acteur milanais à plusieurs reprises.
        
« Les personnages qu'on lui confiait semblaient toujours acquérir une autre profondeur par rapport à l'intuition initiale. Et cela parce que Salerno n'était pas le genre d'acteur qui adapte le personnage à lui-même, se rendant ainsi toujours reconnaissable, voire prévisible. Son extraordinaire souplesse lui a permis d'incarner une infinité de personnages absolument différents les uns des autres, que ce soit au théâtre, au cinéma ou à la télévision. Il est arrivé à beaucoup d'acteurs, même grands, de se créer une sorte de modèle ou de cliché et de le prêter de temps en temps aux différents personnages qu'ils ont interprétés. Je crois que Salerno, tout au long de sa carrière, n'a jamais répété un geste, une mimique »
« Non parlo certo del Salerno degli anni settanta e ottanta - quell'attore perduto nel mestiere. Il Salerno che ho amato era quello degli anni cinquanta e sessanta: quel suo sottotono pastoso e assorto, quella voce calda e carezzevole che sembrava tuttavia emergere da un sostrato di tormento, di follia, di ubriachezza dello spirito. Nel suo febbrile e ritroso verismo c'era qualcosa delle vecchie baccanti; qualcosa che faceva avvertire modernamente, ermeticamente le radici dionisiache del teatro »
— Michele Perriera, écrivain et réalisateur.
        
« Je ne parle certainement pas du Salerno des années 70 et 80, cet acteur perdu dans la profession. Le Salerno que j'aimais, c'était celui des années 50 et 60 : ce fond moelleux, absorbé, cette voix chaude et caressante qui semblait pourtant émerger d'un substrat de tourments, de folie, d'ivresse de l'esprit. Il y avait quelque chose des anciennes Bacchantes dans son vérisme fiévreux et reculé, quelque chose qui faisait hermétiquement ressentir les racines dionysiaques du théâtre d'une manière moderne »
« In un tempo in cui la recitazione ancora risentiva gli echi enfatici di vecchi modelli, e la lezione dell'asciuttezza di Eduardo non era ancora così penetrata, Salerno era il rigore, il prosciugarsi, la tecnica del “togliere, togliere, togliere”, la sublimazione del personaggio, la lotta contro ogni concessione. Un attore moderno, più di tutti gli altri »
— Maurizio Giammusso, critique

« À une époque où l'acteur ressentait encore les échos emphatiques des anciens modèles et où la leçon de la sécheresse d'Eduardo n'avait pas encore pénétré si profondément, Salerno était la rigueur, la sécheresse, la technique du "enlève, enlève, enlève", la sublimation du personnage, la lutte contre toute concession. Un acteur moderne, plus que tout autre »
.

## Filmographie

### Réalisateur
- 1970 : Quell'amore particolare, coréalisé avec Carlo Martinelli (de)
- 1970 : Adieu à Venise (Anonimo veneziano)
- 1973 : Chers Parents (Cari genitori)
- 1978 : Eutanasia di un amore
- 1989 : Disperatamente Giulia (série télévisée)
- 1995 : Il barone (série télévisée)

### Acteur de cinéma
- 1948 : La bête se réveille (Lo sconosciuto di San Marino) de Michał Waszyński et Vittorio Cottafavi : Wolf
- 1952 : La Traite des blanches (La tratta delle bianche) de Luigi Comencini : Giorgio
- 1954 : Torpilles humaines (Siluri umani) d'Antonio Leonviola et Carlo Lizzani : Virgilio
- 1959 : Été violent (Estate violenta) de Valerio Zurlini : Ettore Caremoli, le père de Carlo
- 1960 : La Charge de Syracuse (L'assedio di Siracusa) de Pietro Francisci : Gorgia
- 1960 : Sapho, Vénus de Lesbos (Saffo, venere di Lesbo) de Pietro Francisci : Melanchro
- 1960 : La Longue Nuit de 43 (La lunga notte del '43) de Florestano Vancini : Pino Barilari
- 1960 : Le signore (it) de Turi Vasile : Renato, le maquilleur
- 1960 : L'Ange pourpre (The Angel Wore Red) de Nunnally Johnson : capitaine Botargus
- 1960 : Les Évadés de la nuit (Era notte a Roma) de Roberto Rossellini : docteur Costanzi
- 1961 : L'Odyssée nue (Odissea nuda) de Franco Rossi : Enrico
- 1961 : Hercule à la conquête de l'Atlantide (Ercole alla conquista di Atlantide) de Vittorio Cottafavi : le roi de Megara
- 1961 : L'Assassin (L'assassino) d'Elio Petri : (non crédité)
- 1962 : Smog de Franco Rossi : Vittorio Cioccheti
- 1962 : Une vie violente (Una vita violenta) de Brunello Rondi et Paolo Heusch : Bernardini, le syndicaliste
- 1962 : Le Masque de fer de Henri Decoin : Jules Mazarin
- 1962 : Les Amours difficiles (L'amore difficile), segment le donne de Sergio Sollima : Antonio Silvestri
- 1962 : La Beauté d'Hippolyte (La bellezza di Ippolita) de Giancarlo Zagni : Luca
- 1963 : Le Procès des doges (Il fornaretto di Venezia) de Duccio Tessari : Lorenzo Barbo
- 1963 : Violence secrète (it) (Violenza segreta) de Giorgio Moser : Contardi
- 1963 : Queste pazze, pazze donne (it) de Marino Girolami, segment Pochi ma buoni : le député Casali Bardi
- 1964 : Les Maniaques (I maniaci) de Lucio Fulci, segment La parolaccia : Castelli, le romancier à succès
- 1964 : Échappement libre de Jean Becker : Mario
- 1964 : Avec amour et avec rage (La costanza della ragione) de Pasquale Festa Campanile : Millo
- 1964 : La Fugue (La fuga) de Paolo Spinola : le psychanalyste
- 1965 : I soldi de Gianni Puccini
- 1965 : Une fille qui mène une vie de garçon (La bugiarda) de Luigi Comencini : comte Adriano Silveri
- 1965 : Su e giù, segment Questione di principio de Mino Guerrini : Enrico
- 1965 : Casanova 70 (Casanova '70) de Mario Monicelli : le psychanalyste
- 1965 : Je la connaissais bien (Io la conoscevo bene) d'Antonio Pietrangeli : Roberto
- 1965 : Play-Boy Party (L'ombrellone) de Dino Risi : Enrico Marletti
- 1965 : Lo scippo de Nando Cicero : Linzalone
- 1966 : Les Ogresses (Le Fate), sketch Fata Sabina, de Luciano Salce : Gianni
- 1966 : La C.I.A. mène la danse (Il grande colpo dei sette uomini d'oro) de Marco Vicario : le Président général
- 1966 : Les Saisons de notre amour (Le stagioni del nostro amore) de Florestano Vancini : Vittorio Borghi
- 1966 : L'estate de Paolo Spinola : Sergio Boldrini
- 1966 : L'Armée Brancaleone (L'armata Brancaleone) de Mario Monicelli : Zenone
- 1967 : Bandidos de Massimo Dallamano : Richard Martin
- 1967 : Trois Pistolets contre César (Tre pistole contro Cesare) d'Enzo Peri (it) : Julius César Fuller
- 1967 : La notte pazza del conigliaccio (it) d'Alfredo Angeli : Carlo
- 1967 : Le Plus Vieux Métier du monde, segment L'Ère préhistorique de Franco Indovina : Rak
- 1968 : Candy de Christian Marquand : Jonathan J. John
- 1968 : Un train pour Durango (Un treno per Durango) de Mario Caiano : Lucas
- 1968 : Sentence de mort (Sentenza di morte) de Mario Lanfranchi : Montero
- 1969 : La Bataille d'El Alamein (La battaglia di El Alamein) de Giorgio Ferroni : Claudio Borri
- 1969 : Sorcellerie, Magie et Messes noires (Angeli bianchi... angeli neri) de Luigi Scattini : narrateur
- 1969 : Les Conspirateurs (Nell'anno del Signore) de Luigi Magni : capitaine Nardoni
- 1969 : Une poule, un train... et quelques monstres (Vedo nudo), de Dino Risi : Carlo Alberto Rinaldo
- 1970 : Moi, la femme (Noi donne siamo fatte così) de Dino Risi, segment Romantica : Ivano Borghi
- 1970 : L'Oiseau au plumage de cristal (L'uccello dalle piume di cristallo) de Dario Argento : commissaire Morosini
- 1970 : Contestation générale (Contestazione generale) de Luigi Zampa : Don Roberto
- 1970 : Quell'amore particolare de Carlo Martinelli (de) et Enrico Maria Salerno : Manlio Santi
- 1970 : Ciao Gulliver de Carlo Tuzii (it) : le chef
- 1970 : Un prêtre à marier (Il prete sposato) de Marco Vicario : Don Calogero
- 1971 : À cœur froid (A cuore freddo) de Riccardo Ghione : Enrico Salvari
- 1972 : Société anonyme anti-crime (La polizia ringrazia) de Steno : commissaire Bertone
- 1972 : Les Maffiosi (La violenza: quinto potere) de Florestano Vancini : le procureur
- 1972 : L'Assassinat de Trotsky (L'assassinio di Trotsky) de Joseph Losey : Salazar
- 1973 : La Police au service du citoyen (La polizia è al servizio del cittadino?) de Romolo Guerrieri : Nicola Sironi
- 1973 : Le Grand Kidnapping (La polizia sta a guardare) de Roberto Infascelli : Cardone
- 1973 : Considérons l'affaire comme terminée (No il caso è felicemente risolto) de Vittorio Salerno : Giuseppe Ferdinando Giannoli, dit « Don Peppino »
- 1973 : Les Grands Patrons (Bisturi, la mafia bianca) de Luigi Zampa : docteur Giordani
- 1973 : L'Hystérique aux cheveux d'or (Ingrid sulla strada) de Brunello Rondi : Urbano
- 1973 : La notte dell'ultimo giorno (it) d'Adimaro Sala (it) : Giorgio Bardelli
- 1974 : Un homme, une ville (Un uomo, una città) de Romolo Guerrieri : commissaire Michele Parrino
- 1974 : Le Corps (Il corpo) de Luigi Scattini : Antoine
- 1974 : Verginità (it) de Marcello Andrei : Salvatore Crascemi
- 1974 : Contratto carnale (it) de Giorgio Bontempi : Franco Donati
- 1974 : Hold-up (Hold-Up, instantánea de una corrupción) de Germán Lorente : Mark Gavin
- 1975 : La bête tue de sang-froid (L'ultimo treno della notte) d'Aldo Lado : Giulio Stradi
- 1975 : Un prete scomodo (it) de Pino Tosini : Don Lorenzo Milani
- 1975 : Le Parfum du diable (La città gioca d'azzardo) de Sergio Martino : le président
- 1975 : Tireur d'élite (La polizia interviene: ordine di uccidere) de Giuseppe Rosati : le ministre
- 1975 : ...a tutte le auto della polizia... de Mario Caiano : Carraro, le chef de la police
- 1975 : Salvo D'Acquisto de Romolo Guerrieri : Rubino
- 1975 : Les Furieux (Fango bollente) de Vittorio Salerno : commissaire Santagà
- 1976 : Una vita venduta d'Aldo Florio : Luigi Ventura
- 1976 : Bestialité (Bestialità) de Peter Skerl (it) : Ugo
- 1976 : Brogliaccio d'amore (it) de Decio Silla : Giacomo
- 1977 : Che notte quella notte! (it) de Ghigo De Chiara (it) : Saverio
- 1977 : Une femme d'occasion (Una donna di seconda mano) de Pino Tosini : Augusto
- 1978 : Mes amours (Amori miei) de Steno : Antonio Bianchi
- 1979 : Tesoro mio de Giulio Paradisi : Roberto Manetta
- 1979 : Gros-Câlin de Jean-Pierre Rawson : le président
- 1979 : Il corpo della ragassa de Pasquale Festa Campanile : Ulderico Quario
- 1981 : L'ultima volta insieme (it) : Luigi Antonelli
- 1981 : Un flingue pour un flic (Il carabiniere) de Silvio Amadio : De Michelis
- 1982 : Un pari de dingues (Sballato, gasato, completamente fuso) de Steno : Eugenio Zafferi
- 1983 : Legati da tenera amicizia d'Alfredo Giannetti : Adalberto Maria Gioia
- 1986 : Scuola di ladri (it) de Neri Parenti : Alibrando Siraghi
- 1986 : I padroni dell'estate de Marco Parodi (it) : Azara
- 1987 : Scuola di ladri - Parte seconda (it) de Neri Parenti : Alibrando Siraghi
- 1988 : Il volpone (it) de Maurizio Ponzi : Ciro Corvino

### Acteur de télévision
- 1954 : Il piacere dell'onesta, de Franco Enriquez d'après la pièce de Luigi Pirandello
- 1954 : Paquebot Tenacity, d'Alessandro Brissoni d'après la pièce de Charles Vildrac
- 1954 : Il tempo e la famiglia Conway, de Mario Landi d'après la pièce de John Boynton Priestley
- 1955 : Rinaldo e Armidia, d'Alessandro Brissoni d'après la pièce de Jean Cocteau
- 1955 : Catene, d'Anton Giulio Majano d'après la pièce d'Allan Langdon Martin
- 1955 : L'eroe, de Ferruccio Cerio d'après la pièce de George Bernard Shaw
- 1957 : Orgoglio e pregiudizio, de Daniele D'Anza (feuilleton)
- 1957 : Ifigenia in Tauride d'Orazio Costa et Mario Ferrero d'après la pièce d'Euripide
- 1958 : Umiliati e offesi, de Vittorio Cottafavi (feuilleton)
- 1958 : La spada di Damocle, de Vittorio Cottafavi
- 1958 : Antigone, de Vittorio Cottafavi (téléfilm)
- 1958 : L'amore deve nascere, de Mario Landi
- 1959 : Processo di famiglia, de Vittorio Cottafavi
- 1959 : Romeo e Giulietta, de Franco Enriquez
- 1959 : Il poverello, de Claudio Fino
- 1959 : Difensore d'ufficio, d'Anton Giulio Majano
- 1959 : Le tre sorelle, de Claudio Fino (téléfilm)
- 1959 : Sigfrido, de Guglielmo Morandi
- 1959 : I figli di Medea, d'Anton Giulio Majano
- 1960 : Macbeth, d'Alessandro Brissoni
- 1964 : Il giglio di quell'amore - Rievocazione della resistenza, d'Alfonso Gatto et Vittorio Cottafavi
- 1964 : Mastro Don Gesualdo, de Giacomo Vaccari (feuilleton)
- 1964 : Così è (se vi pare), de Vittorio Cottafavi (1964)
- 1965 : Antonio e Cleopatra, de Vittorio Cottafavi (feuilleton)
- 1966 : Il pensiero, d'Italo Alfaro
- 1967 : Il caso Evans: ipotesi di un delitto, de Marco Leto
- 1967 : Le troiane, de Vittorio Cottafavi (téléfilm)
- 1968 : Gli ultimi cinque minuti, de Carlo Lodovici d'après la pièce d'Aldo De Benedetti
- 1968-1969 : La famiglia Benvenuti, d'Alfredo Giannetti
- 1971 : Tre donne: 1943: Un incontro, d'Alfredo Giannetti (feuilleton)
- 1974 : Sotto il placido Don, de Vittorio Cottafavi
- 1982 : Quasi quasi mi sposo, de Vittorio Sindoni
- 1984 : All'ombra della grande quercia, d'Alfredo Giannetti
- 1988 : Guerra di spie, de Duccio Tessari
- 1989 : Disperatamente Giulia, d'Enrico Maria Salerno (feuilleton)
- 1990 : Qualcosa di Don Orione, de Marcello Siena
- 1991 : Doris una diva del regime, d'Alfredo Giannetti
- 1992 : Piazza di Spagna, de Florestano Vancini (feuilleton)

## Théâtre
- Occupati d'Amelia de Georges Feydeau, mise en scène de Sergio Tofano, 1949
- Il poverello de Jacques Copeau, mise en scène de Orazio Costa, 1950
- La morte di Danton de Georg Büchner, mise en scène de Giorgio Strehler, 1950
- L'amore dei quattro colonnelli de Peter Ustinov, mise en scène de Mario Ferrero, 1951
- Vento notturno de Ugo Betti, mise en scène de Orazio Costa, 1952
- Agamennone de Vittorio Alfieri, mise en scène de Orazio Costa, 1952
- Agamennone d'Eschyle, mise en scène de Orazio Costa, 1952
- Non c'è pace per l'antico fauno de Carlo Terron, mise en scène de Daniele D'Anza, 1952
- Un uomo da nulla de Luigi Candoni, mise en scène de Gianfranco De Bosio, 1953
- Sogno di una notte di mezza estate de William Shakespeare, mise en scène de Alessandro Brissoni, 1953
- I fratelli Karamazov de Fiodor Dostoïevski, mise en scène de André Barsacq, 1953
- L'allodola de Jean Anouilh, mise en scène de Mario Ferrero, 1953
- Processo di famiglia de Diego Fabbri, mise en scène de Alessandro Brissoni, 1953
- Tartufo de Molière, mise en scène de Gianni Santuccio, 1954
- Saul de Vittorio Alfieri, mise en scène de Franco Enriquez, 1954
- L'alba, il giorno e la notte de Dario Niccodemi, mise en scène de Luigi Cimara, 1954
- Molto rumore per nulla de William Shakespeare, mise en scène de Alessandro Brissoni, 1954
- Spettri de Henrik Ibsen, mise en scène d'Enrico Maria Salerno, 1954
- Il Cid de Pierre Corneille, mise en scène de Lucio Chiavarelli, 1955
- Rinaldo e Armida de Jean Cocteau, mise en scène de Alessandro Brissoni, 1955
- I mariti de Achille Torelli, mise en scène de Mario Ferrero, 1955
- Anfitrione de Tito Maccio Plauto, mise en scène de Edmo Fenoglio, 1955
- Ondina de Jean Giraudoux, mise en scène de Mario Ferrero, 1956
- Ivanov de Anton Čechov, mise en scène de Mario Ferrero, 1956
- Oreste de Vittorio Alfieri, mise en scène d'Enrico Maria Salerno, 1956
- La bisbetica domata de William Shakespeare, mise en scène de Franco Enriquez, 1956
- Liolà de Luigi Pirandello, mise en scène de Alessandro Fersen, 1956
- I demoni de Diego Fabbri da Fëdor Dostoevskij, mise en scène de Luigi Squarzina, 1957
- Mesure pour mesure de William Shakespeare, mise en scène de Luigi Squarzina, 1957
- La gibigianna de Carlo Bertolazzi, mise en scène d'Enrico Maria Salerno, 1957
- Ifigenia in Tauride de Euripide, mise en scène de Orazio Costa et Mario Ferrero, 1957
- La conchiglia all'orecchio de Valentino Bompiani, mise en scène de Valentino Bompiani, 1958
- L'assedio de Brunello Rondi, mise en scène d'Orazio Costa, 1959
- Sacco e Vanzetti de Mino Roli et Luciano Vincenzoni, mise en scène de Giancarlo Sbragia, 1960
- Il capitano d'industria de Brunello Rondi, mise en scène d'Enrico Maria Salerno, 1961
- Qui a peur de Virginia Woolf ? d'Edward Albee, mise en scène de Franco Zeffirelli, 1963
- Manfred de Byron, mise en scène de Mauro Bolognini, 1966
- Viola, violino viola d'amore de Pietro Garinei, Sandro Giovannini et Luigi Magni, mise en scène de Garinei e Giovannini, 1967
- Le rose del lago de Franco Brusati, mise en scène de Franco Brusati, 1974
- Fra un anno alla stessa ora de Bernard Slade, mise en scène de Garinei e Giovannini, 1976
- Il magnifico cornuto de Fernand Crommelynck, mise en scène d'Enrico Maria Salerno, 1979
- Io, l'erede de Eduardo De Filippo, mise en scène d'Enrico Maria Salerno, 1980
- Questi fantasmi de Eduardo De Filippo, mise en scène d'Enrico Maria Salerno, 1981
- Tabù de Nicola Manzari, mise en scène d"Enrico Maria Salerno, 1982
- Harvey, di Mary Chase, mise en scène d'Enrico Maria Salerno, 1984
- Otello de William Shakespeare, mise en scène de Giancarlo Sbragia, 1985
- Knock o Il trionfo della medicina de Jules Romains, mise en scène d'Enrico Maria Salerno, 1986
- Il pensiero de Leonid Andreïev, mise en scène d'Enrico Maria Salerno, 1989
- Sei personaggi in cerca d'autore de Luigi Pirandello, mise en scène de Franco Zeffirelli, 1991
- Morte di un commesso viaggiatore de Arthur Miller, mise en scène d'Enrico Maria Salerno, 1993